# Biblioteca Livros sobre Trilhos
Biblioteca Livros Sobre Trilhos é uma biblioteca localizada na Estação Mercado do Metrô de Porto Alegre.
Criada por uma parceria entre a empresa Trensurb, que opera o metrô, e o Instituto Brasil Leitor, foi aberta em 15 de dezembro de 2008, ocupando uma área de 75 m2, somando a área do acervo e a de atendimento ao público. O acervo, em setembro de 2009, contava 2.575 volumes, incluindo obras de literatura brasileira, literatura estrangeira, ciências sociais, artes e religião, além de livros em braille e audiolivros.